# فوزي موزي
 فوزي موزي هي إحدى القنوات المخصصة للأطفال تقدم فحوى مصوّر بقناة اليوتيوب على الإنترنت. عدد المشتركين بالقناة 7.41 مليون مشترك، وتحظى بكمية مشاهدة تفوق تسعمائة ألف مشاهدة يومية في مختلف أنحاء الدول العربية.
كشفت تحقيقات صحيفة، عن وجود شراكة بين فرقة عروض الأطفال، التي باتت تعرف باسم "فوزي موزي توتي" نتيجة توسع فريقها، مع ضابط سابق في الجيش الإسرائيلي، خدم في لواء غولاني ضمن الحرب الإسرائيلية على لبنان عام 1982، وانتقل لاحقًا إلى للعمل التجاري، واستثمر في قطاع الإعلام وشركات الإنتاج.

## روابط خارجية
- فوزي موزي على اليوتيوب.